# Blandine Metala Epanga
Blandine Metala Epanga, née le 28 juillet 1986 à Obala, est une lutteuse camerounaise.

## Carrière
Elle remporte aux Championnats d'Afrique de lutte 2014 à Tunis la médaille d'argent en moins de 63 kg. Elle est médaillée de bronze des moins de 69 kg aux Championnats d'Afrique 2015 à Alexandrie, aux Jeux africains de 2015 à Brazzaville et aux Championnats d'Afrique 2016 à Alexandrie puis médaillée d'argent dans la même catégorie aux Championnats d'Afrique 2017 à Marrakech.